# Loyalist (amerikanske revolution)
Loyalister var britiske kolonister i Nordamerika som forblev loyale over for den britiske krone under Den amerikanske uafhængighedskrig. De blev også kaldt torier, kongens mænd eller royalister. Da loyalisterne som forlod landet og slog sig ned i Canada kaldte de sig United Empire Loyalists. Deres kolonielle modstandere som støttede den amerikanske revolution, blev kaldt patrioter, whiger, kongresmænd eller, på grund af deres loyalitet til det nye Amerikas Forenede Stater, bare amerikanere.